# Сер (Мёрт и Мозель)
Сер (фр. Serres) — коммуна во французском департаменте Мёрт и Мозель региона Лотарингия. Относится к кантону Люневиль-Нор. 

## География
Сер расположен в 21 км к востоку от Нанси. Соседние коммуны: Атьянвиль на северо-востоке, Батлемон и Бозмон на востоке, Вале на юго-востоке, Оэвиль на северо-западе.

## История
- Замок Сер был сооружён в XVI веле, национализирован в 1795 году после Великой французской революции, разрушен в 1830 году.
- Сер пострадал во время Первой мировой войны в 1914—1918 годах.

## Демография
Население коммуны на 2010 год составляло 256 человек.
| 1962 | 1968 | 1975 | 1982 | 1990 | 1999 | 2010 |
| ---- | ---- | ---- | ---- | ---- | ---- | ---- |
| 238  | 227  | 232  | 204  | 217  | 251  | 256  |

## Достопримечательности
- Церковь восстановлена после 1918 года.
- Часовня святой Либеры.